# Odalisca

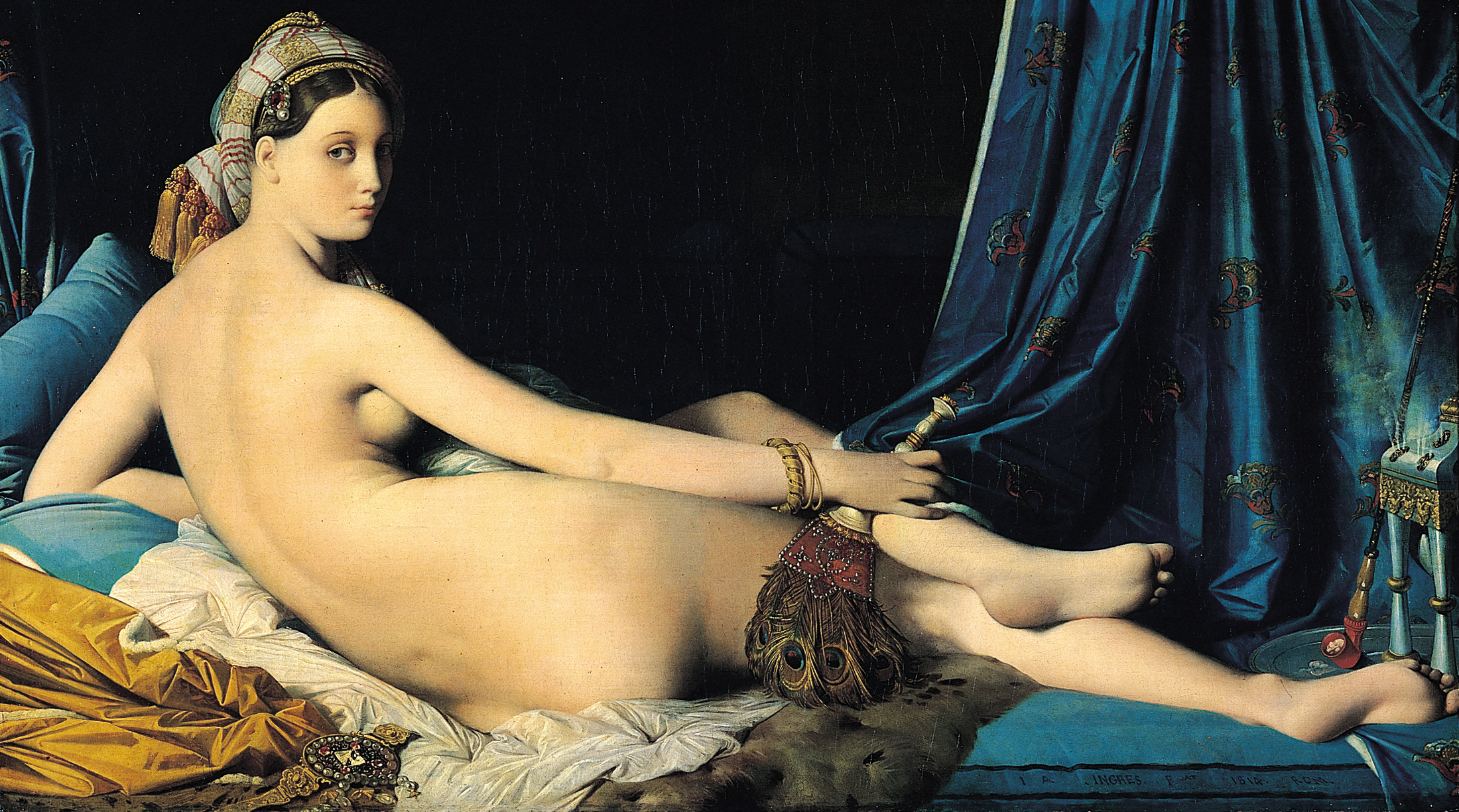
Grande Odalisque pintado por Jean Auguste Dominique Ingres (1814)

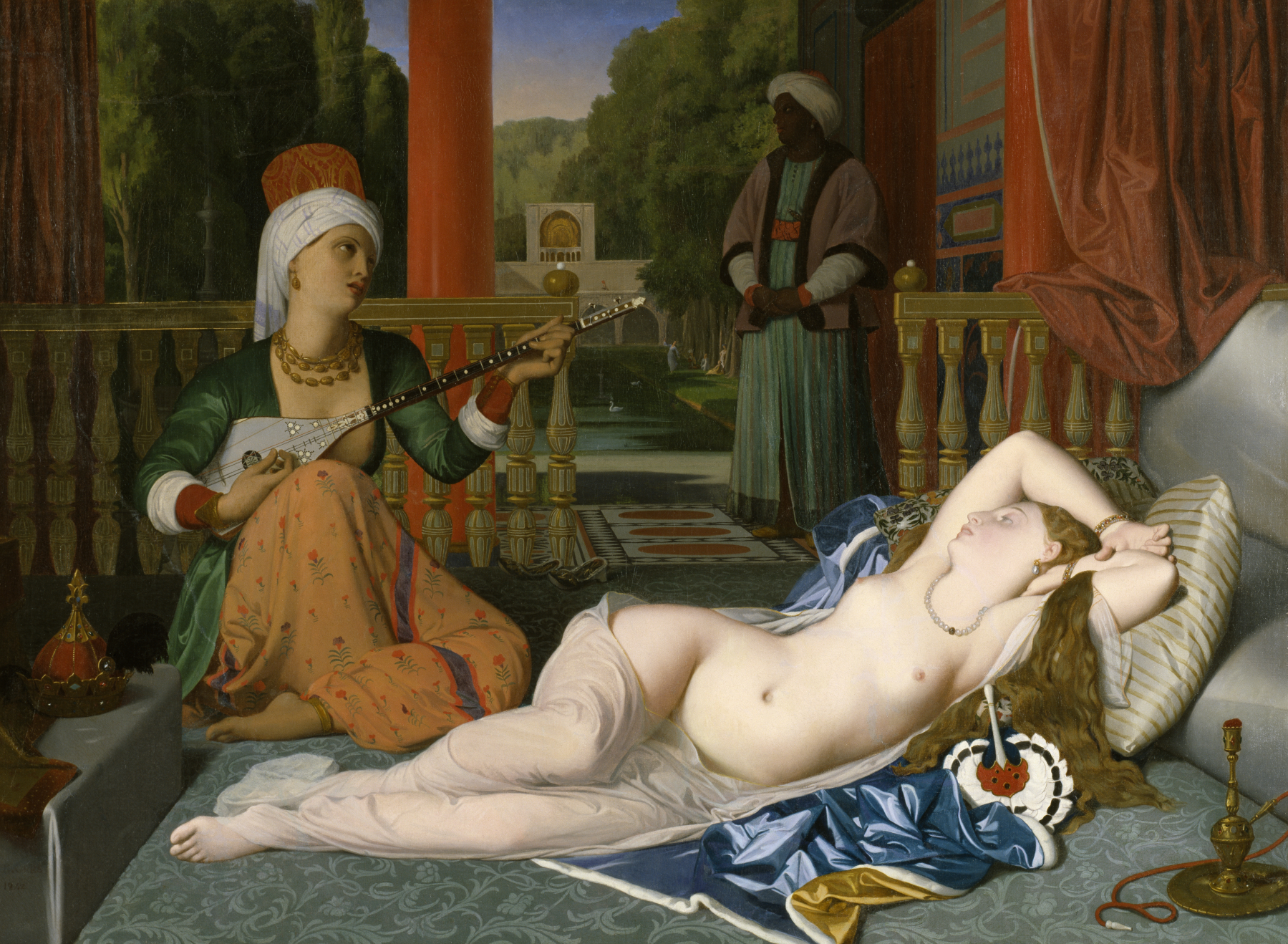
Odalisca com um escravo por Jean Auguste Dominique Ingres, pintado em 1842

François Boucher, L'Odalisque c. 1749, Louvreg

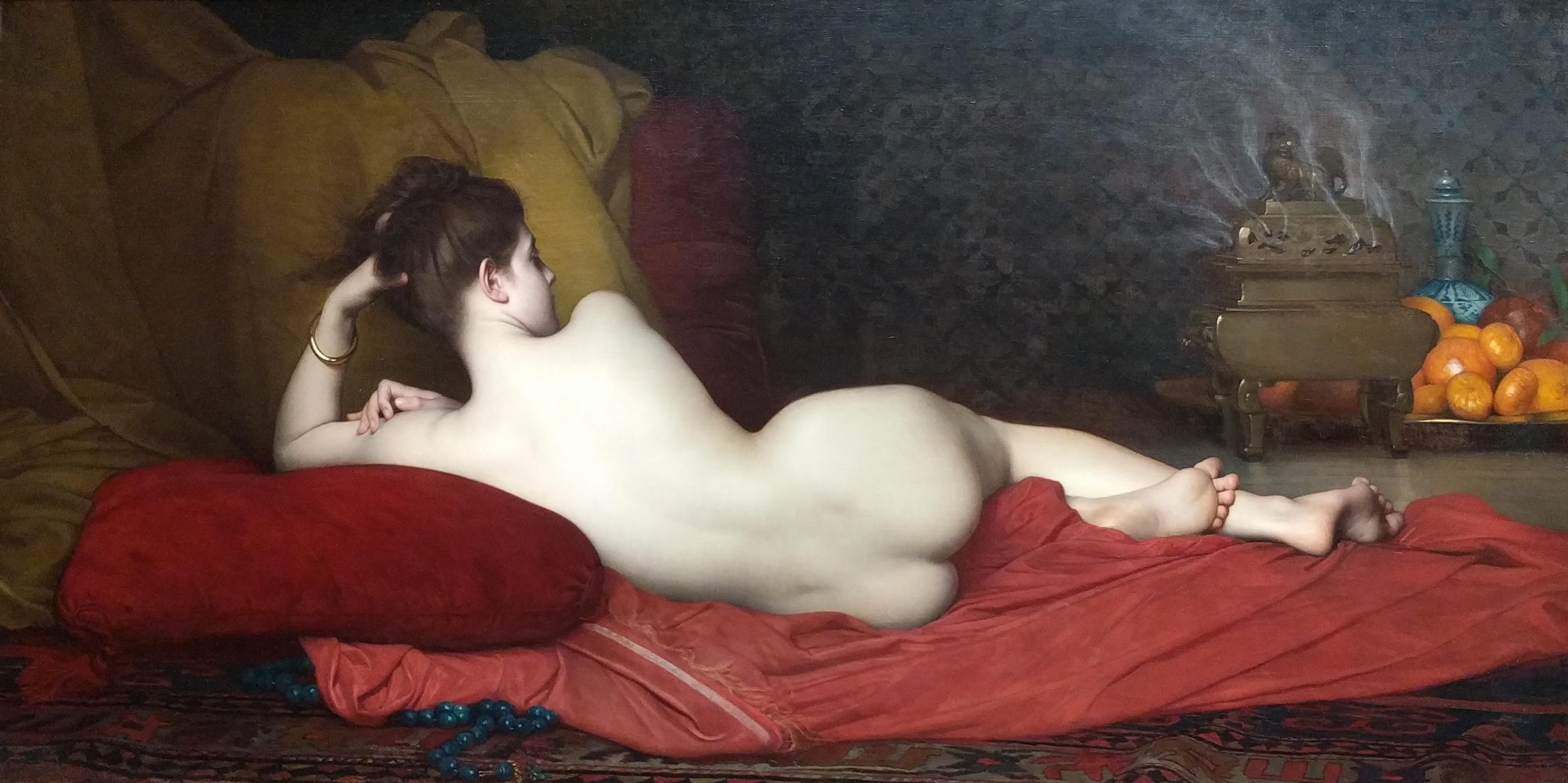
Odalisque pintado por Jules Joseph Lefebvre (1874)

Uma odalisca (em turco:  Odalık) era uma escrava em um harém no Império Otomano. Ela era uma assistente ou aprendiz para as concubinas e esposas do sultão otomano; posteriormente poderia subir de estatuto, ou seja, tornar-se uma concubina ou, com muita sorte, esposa. A maioria das odaliscas faziam parte do harém imperial, isto é, do agregado familiar do sultão.
No uso popular, a palavra "odalisca" pode referir-se a concubina ou amante de um sujeito rico, o que é incorreto uma vez que essas escravas eram virgens; e também hoje, é muito comum para as dançarinas de dança do ventre auto-designarem-se como "odaliscas", muitas vezes tendem a mesclar o termo odalisca com o de devadâsî.

## Artes

### Pinturas

Le Bain turc,pintura de Ingres (1862)

Durante o século XIX, odaliscas tornaram-se figuras de fantasia comuns no movimento artístico conhecido como Orientalismo, sendo caracterizadas em muitas pinturas eróticas.
Várias obras retratam odaliscas:
- L'Odalisque, de Boucher
- L'Odalisque blonde, de Boucher (ver Marie-Louise O'Murphy)
- Odalisque, de Delacroix
- La Grande Odalisque, le Bain turc, l'Odalisque à l'esclave, de Ingres
- Esther ou l'Odalisque, François-Léon Benouville
- Olympia (1863), de Edouard Manet
- Odalisque (1867), de  Francesco Hayez
- Odalisque, de Jules Joseph Lefebvre
- L'Odalisque, de Ferdinand Roybet
- Odalisque, de Renoir
- L'Odalisque rouge, de Matisse
- L'Odalisque, de Horst P. Horst
- Odalisque, de Picasso
- Odalisques de Pradier (uma no Museu de Belas Artes de Lyon e uma segunda, "Odalisque dansant", no Louvre[2])

### Literatura
- Odalisque, poema de Amable Tastu[3]
- La Dernière Odalisque, romance de Fayçal Bey
- Odalisque, romance de Fiona McIntosh